# Lac Savignac
Lac Savignac är en sjö i Kanada.   Den ligger i regionen Nord-du-Québec och provinsen Québec, i den östra delen av landet, 600 km norr om huvudstaden Ottawa. Lac Savignac ligger 374 meter över havet. Arean är 29,4 kvadratkilometer. Den sträcker sig 14,9 kilometer i nord-sydlig riktning, och 10,8 kilometer i öst-västlig riktning.
Trakten runt Lac Savignac består huvudsakligen av våtmarker. Trakten runt Lac Savignac är nära nog obefolkad, med mindre än två invånare per kvadratkilometer.